# Amerykański ninja 5
Amerykański ninja 5 (ang. American Ninja V) – amerykański film sensacyjny z 1993 roku w reżyserii Bobby'ego Jean Leonarda.

## Opis fabuły
Joe (David Bradley), mistrz wschodnich sztuk walki, opiekuje się 13-letnim Hiro (Lee Reyes), bratankiem swojego mistrza (Pat Morita). Pewnego dnia są świadkami, jak ninja zwany Wężem (James Lew) porywa mieszkającą w sąsiedztwie Lisę (Anne Dupont). Dziewczyna jest córką genialnego naukowca, prowadzącego badania nad gazem – nowym typem broni biologicznej. Obaj ruszają jej na ratunek.

## Obsada
- David Bradley jako Joe Kastle
- Lee Reyes jako Hiro
- Anne Dupont jako Lisa
- Pat Morita jako mistrz Tetsu
- James Lew jako Wąż
- Clement von Franckenstein jako Glock
- Marco Fiorini jako Płaskogłowy

i inni